# Impulsado siempre a vos
«Impulsado siempre a vos» es la sexta canción que forma parte del tercer álbum de estudio 20 caras bonitas, perteneciente al grupo de rock y new wave argentino Suéter. Fue compuesta por Miguel Zavaleta en colaboración con Fabián Quintiero. La letra aborda sobre una pareja, cuya relación amorosa es disfuncional y que no va bien, aunque no pueden estar separados y siempre van por la misma dirección.